# Metropolregion Pittsburgh

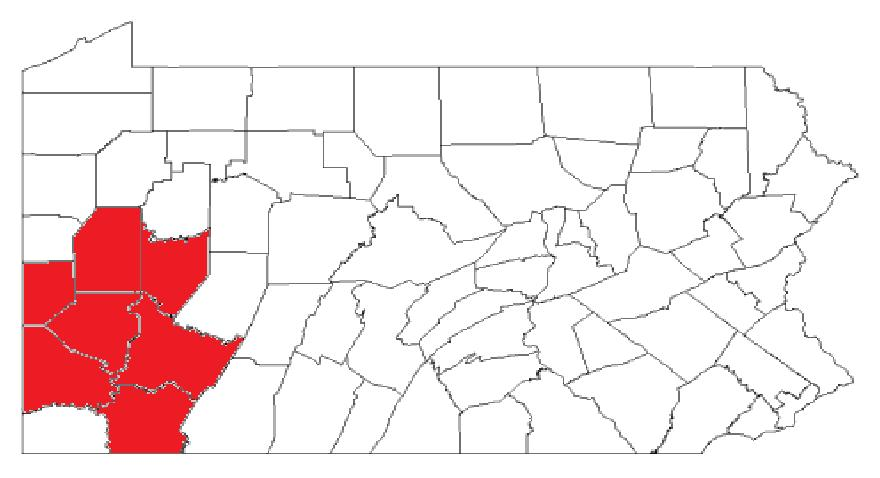
Metropolregion Pittsburgh

Die Metropolregion Pittsburgh (Englisch: Pittsburgh metropolitan area), oder auch Greater Pittsburgh bekannt, ist eine Metropolregion in Pennsylvania, deren Zentrum die Stadt Pittsburgh ist. Das Office of Management and Budget bezeichnet das Gebiet als Pittsburgh, PA Metropolitan Statistical Area (MSA) und definiert es als die 7 Counties Allegheny, Armstrong, Beaver, Butler, Fayette, Washington und Westmoreland. Andere Definitionen der Metropolregion, welche auf dem Pendlerverkehr beruhen, schließen auch noch weitere Countys ein und reichen bis nach West Virginia, Maryland und Ohio hinein.
Bei der Volkszählung im Jahr 2020 zählte die MSA Pittsburgh 2.370.930 Einwohner und war damit der 27. größte Ballungsraum in den USA, gemessen an der Bevölkerungszahl. Sie hat eine Fläche von 13.683 km².

## Zusammensetzung

### Counties
- Allegheny County
- Armstrong County
- Beaver County
- Butler County
- Fayette County
- Washington County
- Westmoreland County

## Bevölkerung

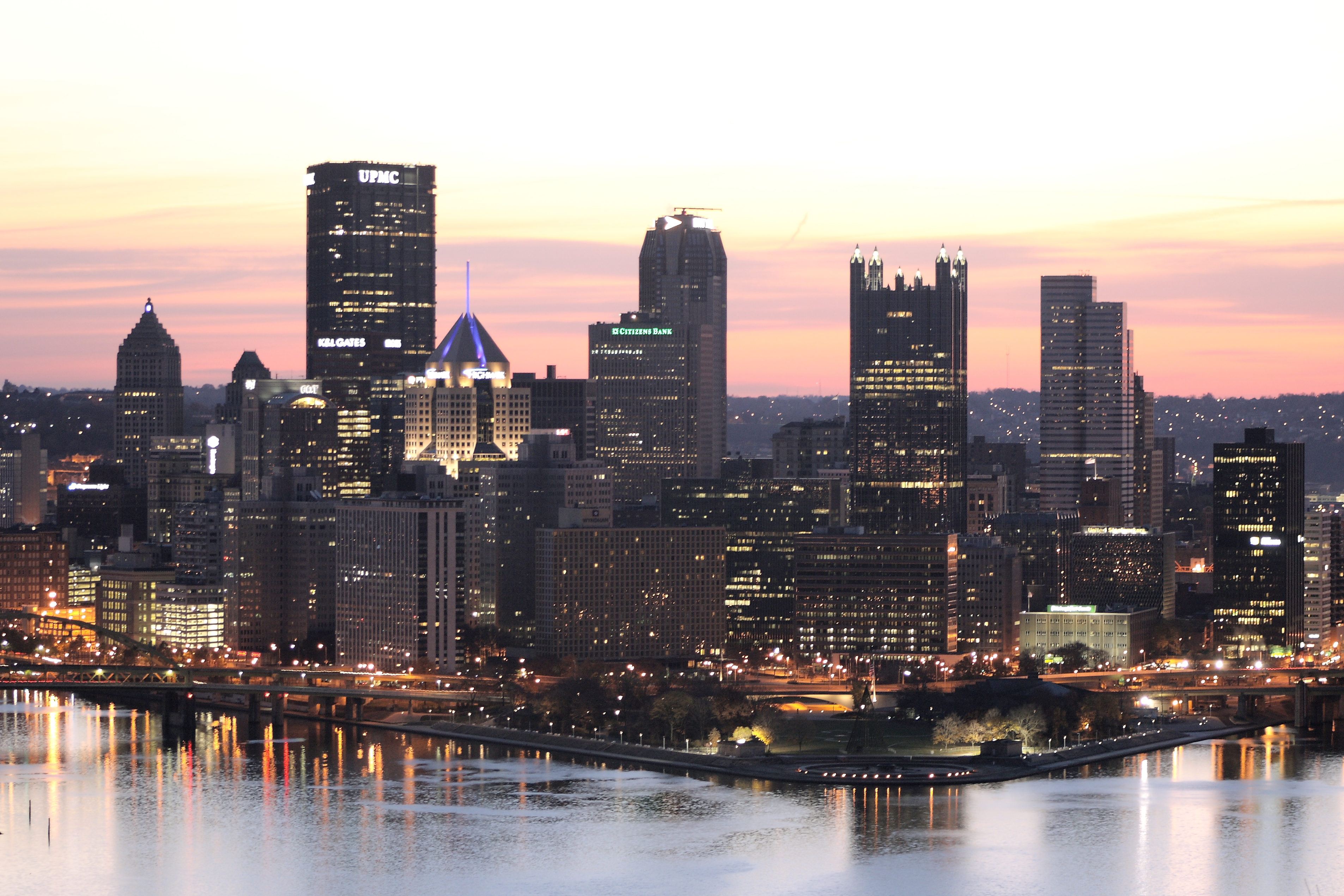
Skyline von Pittsburgh

Die Einwohnerzahl stieg in der Region bis zu den 1960er Jahren und begann ab diesem Zeitpunkt mit den Strukturproblemen der Schwerindustrie zu fallen, was insbesondere mit Abwanderung in Regionen mit besserer Wirtschaftsentwicklung zu begründen ist. 2020 bezeichneten sich 82,7 % der Bevölkerung als Weiße, 8,4 % als Schwarze, 2,9 % als Asiaten, 0,1 % als amerikanische Ureinwohner und 5,8 % gehörten mehreren Kategorien oder anderen Gruppen an. Unabhängig von der angegebenen Abstammung („Race“) nannten 2,2 % eine spanische oder hispanoamerikanische Herkunft (Hispanics).
| Jahr | Einwohner¹ |
| ---- | ---------- |
| 1900 | 1.083.846  |
| 1950 | 2.213.236  |
| 1960 | 2.768.938  |
| 1970 | 2.759.443  |
| 1980 | 2.648.991  |
| 1990 | 2.468.289  |
| 2000 | 2.431.087  |
| 2010 | 2.356.285  |
| 2020 | 2.370.930  |

¹ 1900–2020: Volkszählungsergebnisse

## Wirtschaft
Das Bruttoinlandsprodukt der Pittsburgh Metropolitan Area belief sich 2020 auf 153 Milliarden US-Dollar und sie gehörte damit zu den 30 größten städtischen Wirtschaftsräumen in den Vereinigten Staaten. Die Region ist Teil des Rust Belt und befindet sich im anhaltenden wirtschaftlichen Strukturwandel, weg von der Schwerindustrie hin zum Dienstleistungssektor. Die Stadt Pittsburgh weist eine wirtschaftliche Integration mit den westlich von ihr gelegenen Regionen in Ohio auf, welche die mit dem Osten Pennsylvanias übertrifft. Die Metropolregion ist deshalb Mitglied der Great Lakes Metro Chamber Coalition, welche die Region rund um die Großen Seen vertritt. Pittsburghs Verbindung zur Region der großen Seen ist zum Teil auf seine wirtschaftlichen, demografischen und Pendlerverbindungen zu Städten  wie Cleveland, Erie, Toledo und sogar Detroit in Michigan zurückzuführen.